# Рудольф фон Брегенц

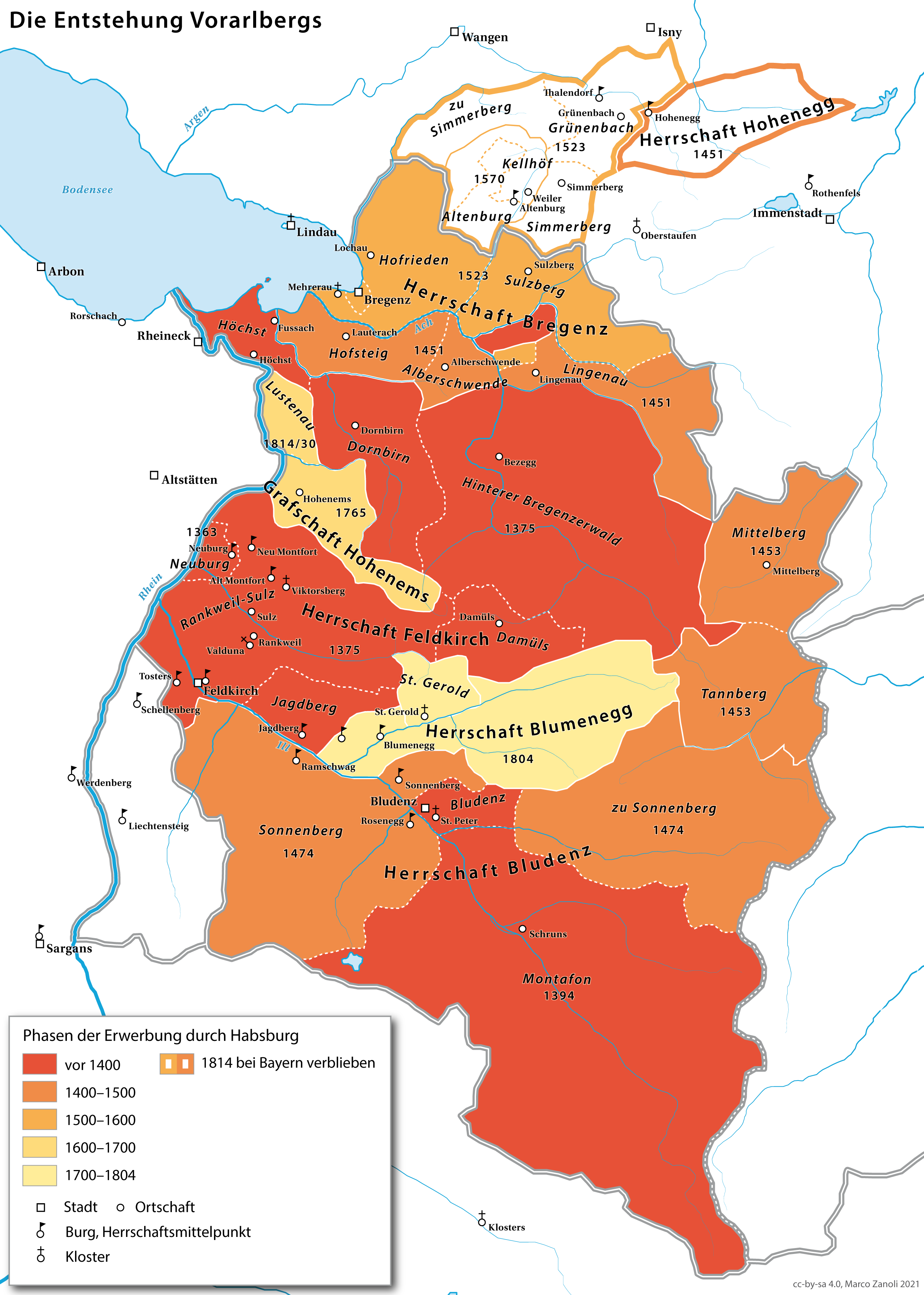
Форарльберг (верхняя часть карты).

Рудольф I (1095—1150/60) — граф Брегенца, Кура и Нижней Реции с 1097 года, фогт епископства Кур с 1137 года.

## Биография
Сын Ульриха X фон Брегенца и Берты, дочери германского антикороля Рудольфа Рейнфельденского.
В 1097 г. наследовал отцу, погибшему во время охоты (часть земель получил его брат Ульрих XI). Благодаря матери, являвшейся его опекуном, в том же году при разделе владений вымершего рода фон Буххорн (Buchhorn) получил графство Кур (Chur) и Нижнюю Рецию. Таким образом объединил в своих руках весь Форарльберг.
Не позднее 1116 г. Ульрих XI умер, и Рудольф I объединил под своей властью все владения отца. После смерти матери (1128) унаследовал её графство Келльмунц (Kellmunz).
Первым браком он был женат на Ирменгарде фон Кальв, дочери графа Адальберта II фон Кальва. Вторая жена — Вульфхильда Баварская, дочь герцога Генриха IX Чёрного и Вульфхильды Саксонской. Единственный ребёнок — дочь Елизавета, жена пфальцграфа Гуго II Тюбингенского (ум. 1182).
Датой смерти Рудольфа часто указывается 27/28 апреля 1160 года. Но если принять во внимание, что Вульфхильда Баварская не позднее 1155 года приняла монашеский постриг в Вессобрунне, можно предположить, что её супруг к тому времени уже умер.
Согласно Карлу Шмиду (Karl Schmid: Graf Rudolf von Pfullendorf und Kaiser Friedrich I. Freiburg im Breisgau 1954, стр. 138, 145), Рудольф фон Брегенц умер между 1143 и 1152 годами.
Его владения унаследовали дочь и зять. Фогство в епископстве Кур и часть графства Брегенц отошли к графу Рудольфу фон Пфуллендорфу (ум. 1181), внуку Ульриха X фон Брегенца. Он во многих документах именуется как Рудольф фон Брегенц, поэтому не надо путать этих двух человек — дядю и племянника.